# Rotes Rathaus (Wehrheim)

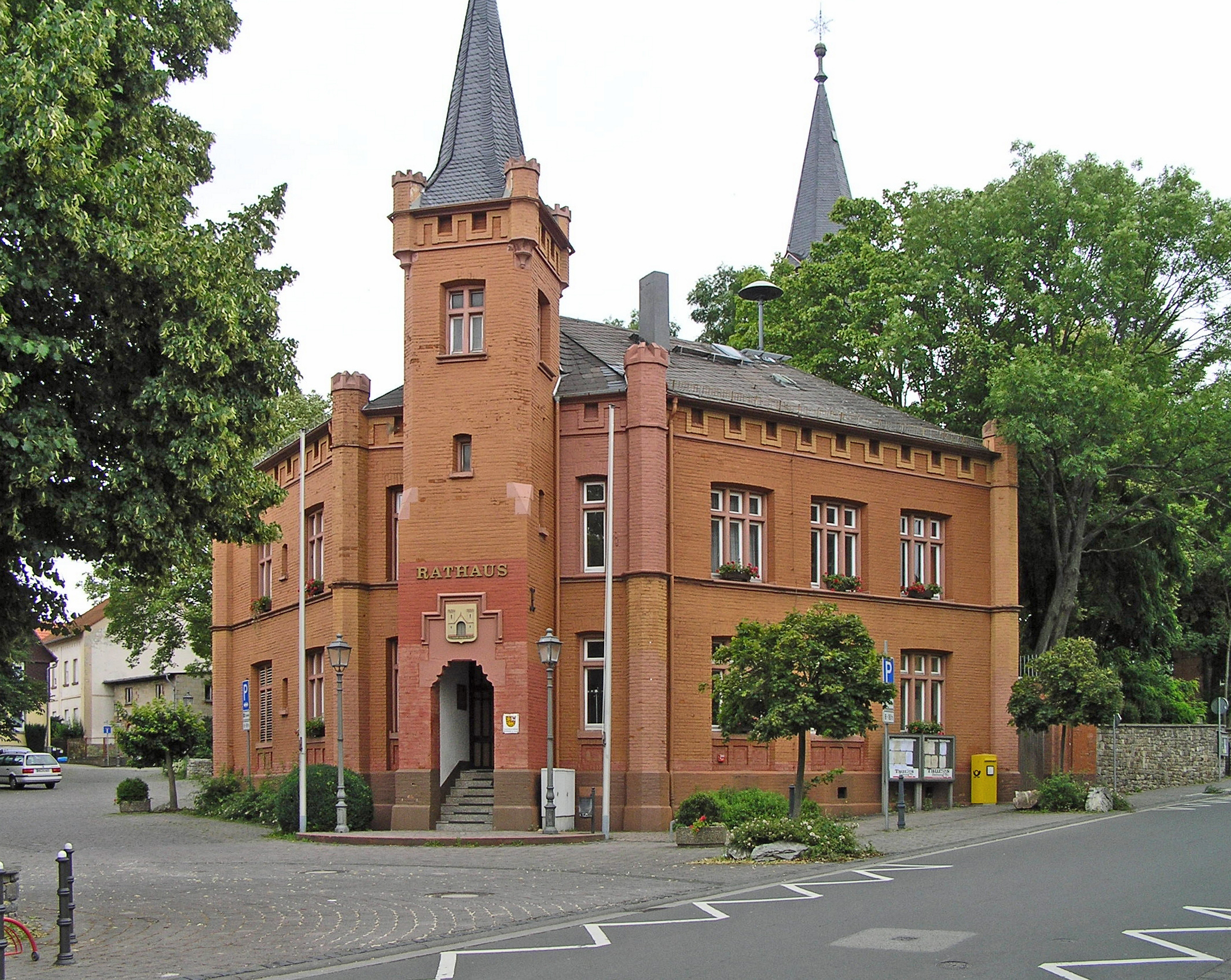
Rotes Rathaus Wehrheim

Das Rote Rathaus ist das Rathaus von Wehrheim, einer Gemeinde im Hochtaunuskreis in Hessen. Das denkmalgeschützte Kulturdenkmal aus dem Jahr 1859 ist aus roten Backsteinen erbaut, woher sich die Bezeichnung ableitet.

## Bau des Rathauses
In Wehrheim bestand ein mittelalterliches Rathaus mit zwei Türmen unterhalb der evangelischen Kirche. Dort hatte der von der Regierung des Herzogtums Nassau ernannte Schultheiß seinen Amtssitz. Nach der Märzrevolution wurden 1849 erstmals Bürgermeister durch die Gemeindebürger gewählt. Erster gewählter Bürgermeister wurde Peter Jäger.
1858 beschloss Peter Jäger und der Gemeinderat, das alte Rathaus durch einen Neubau an gleicher Stelle zu ersetzen. Seit der Einführung der nassauischen Stockbücher 1851 (dem Vorgänger des heutigen Grundbuchs) musste bei Neubauten ein Bauantrag beim jeweiligen Amt (hier dem Amt Usingen) eingereicht werden. Mit Schreiben vom 11. Juli 1858 beantragte die Gemeinde den Bau eines Rathauses sowie eines Holzmagazins und die Erweiterung der Wasserleitung.
1859 erfolgte der Abriss des alten Rathauses und am 21. September 1859 wurde der Grundstein des roten Rathauses gelegt. Im Spätsommer 1860 (oder 1861) erfolgte die Einweihung.

## Rathausgebäude

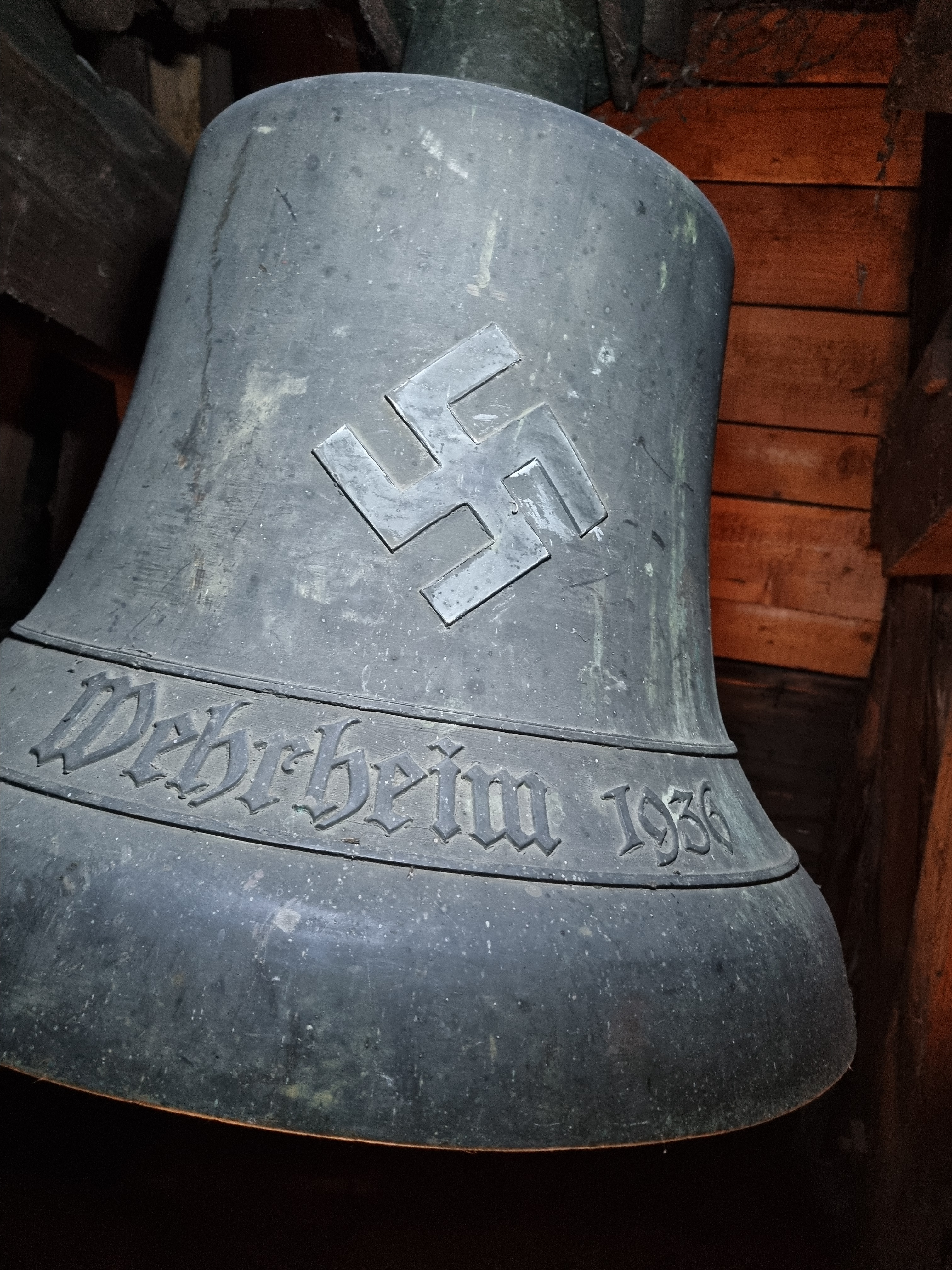
Rathausglocke in Wehrheim

Das Gebäude im Stil des romantischen Klassizismus orientiert sich an den mittelalterlichen Backsteinhochhäusern Norddeutschlands. Der Bau ist L-förmig ausgeführt. Die Ecke Hauptstraße/Rathausplatz ist der Haupteingang, Blickfang und mit einem Glockenturm gekrönt. Die Glocke im Turm stammt aus dem Jahr 1936. Die Spitze des Turms bildet ein Knauf und eine Wetterfahne. Der Haupteingang besteht aus einem Portal mit gotisierendem Portalbogen, der aus profilierten Kragsteinen gebildet wird. Die symmetrischen Fassaden des zweistöckigen Hauses sind durch zierliche Rundtürmchen abgegrenzt.
Für die damalige Zeit war es ein relativ großes Rathaus. Eine Mitnutzung als Schule oder Kindergarten war vorgesehen.

## Nachnutzung
Nach der Gebietsreform in Hessen wurde Wehrheim 1972 Sitz der Großgemeinde Wehrheim. Durch die hinzukommenden Aufgaben wurde das Rathaus bald zu klein und Teile der Verwaltung wurden in ein Doppelhaus in der Wiesenau ausgelagert.
Mit dem Bau der "Neuen Mitte" zog die Gemeindeverwaltung in die dort neu gebauten Räume. Das rote Rathaus wird von Vereinen des Ortes genutzt.
2017/2018 erfolgt eine Sanierung des Gebäudes, bei der vor allem erreicht werden soll, dass keine Feuchtigkeit mehr in das Rathaus einziehen kann. Hierfür sind insgesamt 171.000 Euro vorgesehen.